# THE FUGITIVE 愛の逃亡者
『THE FUGITIVE 愛の逃亡者』（ザ・フュージティヴ あいのとうぼうしゃ）は、日本の歌手である沢田研二の6作目となるオリジナル・アルバム。
1974年12月21日にポリドール （現ユニバーサルミュージック）からLP盤でリリースされた。
その後CD化され、1991年と1996年に東芝EMIから、また2005年にはユニバーサルミュージックから再リリースされている。
本作は沢田にとって初となる、ヨーロッパ全域でもリリースされた作品となった。沢田が過去にも経験している、全編イギリスのロンドンでのレコーディング作品でありプロデュースを、英ポリドールのA&RマンであるWayne Bickerton（ウェイン・ビッカートン）が務め、ソングライティング及び演奏は、全てイギリス人ミュージシャンの手によるものである。

## 収録曲
- 全曲、作詞・作曲：Tony Weddington, Wayne Bickerton／編曲：Tony Weddington, Wayne Bickerton , Arther Greenslade

1. 愛の逃亡者 - THE FUGITIVE
2. ゴー・スージー・ゴー - GO SUSY GO
3. ウォーキング・イン・ザ・シティ - WALKING IN THE CITY
4. サタデー・ナイト - SATURDAY NIGHT
5. 悪夢の銀行強盗 - RUN WITH THE DEVIL
6. マンデー・モーニング - MONDAY MORNING
7. 恋のジューク・ボックス - JUKE BOX JIVE
8. 十代のロックンロール - WAY BACK IN THE FIFTIES
9. 傷心の日々 - NOTHING BUT A HEARTACHE
10. アイ・ウォズ・ボーン・トゥ・ラヴ・ユー - I WAS BORN TO LOVE YOU
「愛の逃亡者 THE FUGITIVE」のB面曲。
11. L.A. ウーマン - L.A. WOMAN
12. キャンディー - CANDY